# (11313) Kügelgen
(11313) Kügelgen – planetoida z pasa głównego asteroid okrążająca Słońce w ciągu 3 lat i 283 dni w średniej odległości 2,42 j.a. Została odkryta 3 kwietnia 1994 roku w Obserwatorium Karla Schwarzschilda w Tautenburgu przez Freimuta Börngena. Nazwa planetoidy pochodzi od nazwiska niemieckich malarzy Gerharda (1772-1820) i jego syna Wilhelma von Kügelgen (1802-1867).